# Oberhausener Gruppe
Oberhausener Gruppe ist die Bezeichnung für die 26 Unterzeichner des Oberhausener Manifests, das am 28. Februar 1962 anlässlich der „8. Westdeutschen Kurzfilmtage“ in Oberhausen von Ferdinand Khittl verlesen wurde. 
Es war eine Aktion der Gruppe DOC 59 aus München, der sich weitere Gleichgesinnte, vorwiegend im Bereich Kurzfilm erfolgreiche Regisseure angeschlossen hatten. Die Unterzeichner des Manifests wurden künftig durch die Presse als Oberhausener Gruppe bezeichnet. Diese seinerzeit für die Öffentlichkeit provokative Forderung nach einer filmpolitischen Trendwende und einem neuen deutschen Spielfilm wird inzwischen als der Beginn einer neuen deutschen Filmkultur nach dem Zweiten Weltkrieg angesehen.
Beim Deutschen Filmpreis 1982 erhielt die Oberhausener Gruppe den Ehrenpreis für herausragende Verdienste um den deutschen Film.

## Unterzeichner des Oberhausener Manifests
- Bodo Blüthner
- Boris von Borresholm
- Christian Doermer
- Bernhard Dörries (Filmemacher)
- Heinz Furchner
- Rob Houwer
- Ferdinand Khittl
- Alexander Kluge
- Pitt Koch
- Walter Krüttner
- Dieter Lemmel
- Hans Loeper
- Ronald Martini
- Hans-Jürgen Pohland
- Raimond Ruehl
- Edgar Reitz
- Peter Schamoni
- Detten Schleiermacher
- Fritz Schwennicke
- Haro Senft
- Franz-Josef Spieker
- Hans Rolf Strobel
- Heinz Tichawsky
- Wolfgang Urchs
- Herbert Vesely
- Wolf Wirth

Quelle: